# Torneo di Wimbledon 1939
Il Torneo di Wimbledon 1939 è stata la 59ª edizione del Torneo di Wimbledon e terza prova stagionale dello Slam per il 1939. Si è giocato sui campi in erba dell'All England Lawn Tennis and Croquet Club di Wimbledon a Londra, in Gran Bretagna.

## Risultati

### Singolare maschile
Bobby Riggs ha battuto in finale  Elwood Cooke con il punteggio di 2–6, 8–6, 3–6, 6–3, 6–2.

### Singolare femminile
Alice Marble ha battuto in finale  Kay Stammers Bullitt con il punteggio di 6–2, 6–0.

### Doppio maschile
Elwood Cooke /  Bobby Riggs hanno battuto in finale  Charles Hare /  Frank Wilde con il punteggio di 6–3, 3–6, 6–3, 9–7.

### Doppio femminile
Sarah Palfrey Cooke /  Alice Marble hanno battuto in finale  Helen Hull Jacobs /  Billie Yorke con il punteggio di 6–1, 6–0.

### Doppio misto
Alice Marble /  Bobby Riggs hanno battuto in finale  Nina Brown /  Frank Wilde 9–7, 6–1.